# Pomilio PD/PE

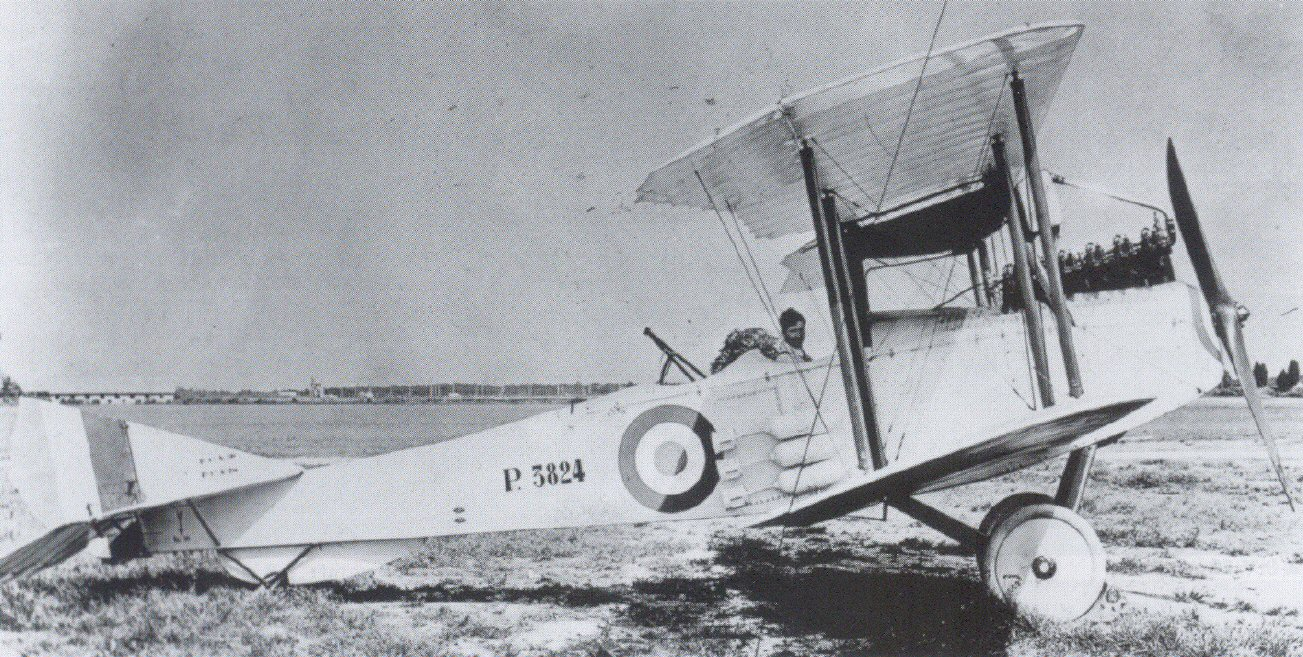
Pomilio PD z boku. Widoczne podwieszone bomby.

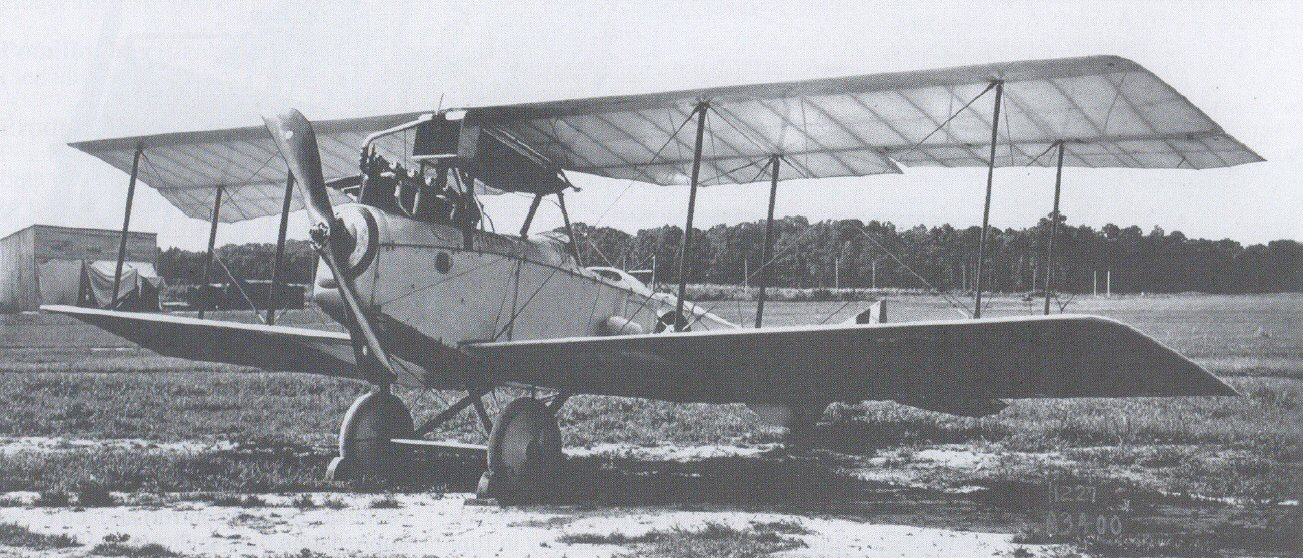
Pomilio PD

Pomilio PD/PE – rodzina włoskich samolotów rozpoznawczych z okresu I wojny światowej. Modele PD i PE różniły się silnikiem i wyglądem, zbudowano ich łącznie 1415 sztuk. Oba typy używane były od 1917 roku przez lotnictwo włoskie, będąc podstawowymi włoskimi samolotami rozpoznawczymi pod koniec wojny. Dysponowały dobrymi osiągami, lecz sprawiały pewne trudności w pilotażu i wycofano je z użytku w 1920 roku.

## Powstanie i wersje
Samoloty Pomilio serii P konstruowane były przez Ottorino Pomilio w nowo powstałych w 1916 roku zakładach O. Pomilio & C. Należały do nowej generacji włoskich szybkich samolotów rozpoznawczych z drugiej połowy I wojny światowej, klasyfikowanych oryginalnie jako dwumiejscowe myśliwce i mających zastąpić szeroko używane wcześniej samoloty z silnikami pchającymi, o słabych osiągach. Pierwszym modelem wytwórni był Pomilio PC oblatany we wrześniu 1916 roku. Został on zamówiony przez włoskie lotnictwo w znacznej liczbie, lecz zbudowano tylko ok. 70 sztuk, gdyż samolot miał problemy ze statecznością i Dyrekcja Techniczna Lotnictwa Wojskowego zleciła prace nad jego ulepszeniem. W ulepszonym modelu PD wprowadzono m.in. statecznik pionowy (początkowo trójkątny, później trapezowy) i płetwę pod kadłubem, przy płozie ogonowej. Prototyp PD został oblatany w czerwcu 1917 roku (dokładna data nie jest znana) i w tym miesiącu rozpoczęto produkcję.
Prawdopodobnie jeszcze w czerwcu oblatano prototyp wersji PE, różniącej się mocniejszym silnikiem Fiat A.12 bis w miejsce Fiat A.12 (moc odpowiednio 300 i 250 KM). Do produkcji trafiła ona w październiku 1917 roku. Istotne zmiany zaszły w wyglądzie – w wersji PD silnik był jedynie częściowo schowany w kadłubie, z wystającym do góry blokiem cylindrów, a chłodnica cieczy znajdowała się przed górnym płatem, natomiast w wersji PE silnik był całkowicie zakryty wysoką kanciastą osłoną, a chłodnica umieszczona była pionowo przed silnikiem, z otworem na wał śmigła. Pod górnym płatem w wersji PD znajdował się także zbiornik paliwa, usunięty w PE. Nowy układ silnika i chłodnicy pozwolił na polepszenie widoczności pilota, a także usunął ryzyko poparzenia przy przestrzeleniu, przy tym poprawił sylwetkę samolotu.
Od czerwca 1917 do stycznia 1918 roku wyprodukowano 338 samolotów PD i 5 samolotów treningowych PD dc ze zdwojonym sterowaniem, a do czerwca 1918 roku jeszcze 88 treningowych PD tdc. Równolegle, od października 1917 do listopada 1918 roku wyprodukowano 881 samolotów wersji PE i 103 PE dc ze zdwojonym sterowaniem. Miesięczna produkcja w 1918 roku sięgała ok. 120 maszyn. Łącznie powstało 1415 samolotów rodziny PD/PE (431 PD i 984 PE). Inne źródła podają nieco inne liczby: 545 samolotów PC i PD w roku 1917 i 1071 maszyn PD/PE w roku 1918 (łącznie 1616 wszystkich trzech typów).
Dalszym rozwinięciem Pomilio PE był nieco pomniejszony i ze zmodyfikowanym usterzeniem Ansaldo A.3, powstały po przejęciu firmy Pomilio przez Ansaldo we wrześniu 1918 roku.

## Służba
Samoloty Pomilio PD weszły na wyposażenie jednostek bojowych i zarazem do walki od lipca 1917 roku. Pierwsze otrzymały je w tym miesiącu eskadry (Squadriglia) nr 131 i 132, gdzie zastąpiły Pomilio PC. Do działań wchodziły następnie kolejne nowo formowane eskadry Pomilio: 133 (we wrześniu), 134 (w październiku), 135 (w styczniu 1918 roku), 136 (w maju 1918 roku). Eskadra 139, sformowana z dwóch sekcji początkowo przydzielonych do lotnictwa Marynarki (od sierpnia 1917 roku), weszła do działań w styczniu 1918 roku, a w czerwcu odznaczyła się w bitwie nad Piawą, zrzucając 175 bomb. W bitwie tej brały udział też inne eskadry. Model PD został szybko zastąpiony w jednostkach przez PE i skierowany głównie do szkolenia.
Na początku 1918 roku planowano, że Pomilio PD/PE miały być wyposażeniem tylko armijnych eskadr rozpoznawczych dalekiego zasięgu, a podstawowym włoskim samolotem rozpoznania taktycznego miał być Ansaldo SIA 7, lecz problemy wywołane przez słabą konstrukcję SIA 7B spowodowały zwiększenie zamówień na Pomilio, który w połowie 1918 roku stał się podstawowym włoskim samolotem rozpoznawczym. Pomilio zastępowały w tym czasie w części jednostek także samoloty SAML i SP.3. Przez cały okres służby, samoloty te używane były przez 29 eskadr. W chwili zawieszenia broni 17 eskadr było wyposażonych w całości w Pomilio PD/PE, a 5 częściowo. Głównie używane były na froncie włoskim, lecz 116. Eskadra operowała na Pomilio od maja 1918 roku w Albanii, a 111. Eskadra od września 1918 roku w Macedonii. Oprócz rozpoznania i okazjonalnego bombardowania, samoloty eskadr 118., 131. i 39. używane były do zrzucania zaopatrzenia dla żołnierzy włoskich, w tym odciętych za Piawą.
Po wojnie typ ten został szybko wycofany z uzbrojenia: z końcem września 1919 roku wojsko miało jeszcze 113 PE, a w lipcu 1920 roku wycofano je z ostatniej 39. Eskadry. Żaden samolot nie zachował się do chwili obecnej.
W sierpniu 1917 roku pojedyncze PD (nr P.3824) i PE (nr P.3820) zostały dostarczone do USA wraz z innymi włoskimi samolotami (misją włoską kierował Alessandro Pomilio, brat Ottorino). Używane były tam do testów w Langley Field oraz lotów demonstracyjnych i propagandowych, także z różnymi osobistościami na pokładzie. Między innymi, 25 października Pomilio rozrzucał ulotki pożyczki wojennej nad Nowym Jorkiem, a 21 września odbyły 180-kilometrowy lot do Waszyngtonu (pilotem był porucznik Armii Włoskiej Baldioli).
Samoloty Pomilio nie miały dobrej opinii pod względem właściwości lotnych, co wzięło początek od niestatecznego w locie modelu PC. Ulepszone pod tym względem PD/PE były nadal dość trudne w pilotażu i niestabilne wzdłużnie – ciężkie na nos, dlatego konieczne było staranne wyważenie samolotu na ziemi w zależności od obciążenia. Z tego powodu też od początku budowano treningowe dwustery, co było rzadkością w tym okresie. Mimo to na tym typie było dużo wypadków, zwłaszcza w okresie intensywnego przeszkalania jednostek (m.in. 49 w lipcu i 41 w sierpniu 1918 roku, co stanowiło aż 40% strat niebojowych w tych miesiącach). Na przełomie 1917 i 1918 roku zanotowano także wypadki z powodu pękania mocowania dźwigarów skrzydeł; wada ta została poprawiona wiosną 1918 roku. Silniki Fiat A.12 miały też tendencję do gaśnięcia w locie. Mimo to, zła reputacja samolotu zdaniem niektórych autorów wydaje się przesadzona, a Pomilio PE były też chwalone po opanowaniu pilotażu na nich i dopracowaniu konstrukcji. Miały przy tym wytrzymalszą konstrukcję od samolotów SIA.7 i lepsze osiągi od SAML.

## Opis techniczny
Dwupłat o konstrukcji drewnianej, pokryty płótnem. Kadłub kratownicowy o przekroju prostokątnym, z czterema podłużnicami z drewna świerkowego i jesionowego, usztywniany drutem. Silnik w nosie kadłuba, oprofilowany w dolnej części (PD) lub w całości (PE). Kabiny wyposażone w małe przeszklone wiatrochrony (na późniejszych samolotach z km na obrotnicy, wiatrochron z tylnej kabiny został usunięty). Komora płatów dwuprzęsłowa – miała dwa rzędy pionowych rozpórek po każdej stronie (po dwie), usztywniona była drutami, środek górnego płata podparty na czworonożnym koźle na kadłubie. Lotki tylko na górnym płacie. Usterzenie klasyczne, ze statecznikiem poziomym i pionowym; konstrukcji metalowej, podobnie jak lotki. Podwozie klasyczne, stałe, dwugoleniowe z osią niedzieloną, z tyłu oprofilowana płoza ogonowa, tworząca płetwę.
Napęd: silnik rzędowy sześciocylindrowy Fiat A.12 o mocy 250 KM (PD) lub A.12 bis o mocy 300 KM (PE), napędzający dwułopatowe śmigło ciągnące. Indywidualne wyloty spalin z cylindrów wyprowadzone były na prawą stronę. Samolot osiągał prędkość maksymalną 194 km/h, na 3000 m wznosił się w 16 minut.
Uzbrojenie stanowiły dwa karabiny maszynowe Fiat-Revelli Mod.14 kaliber 6,5 mm: jeden stały strzelający do przodu umocowany nad górnym płatem i jeden ruchomy obserwatora. Km obserwatora na późniejszych samolotach mocowany był na obrotnicy Etevé. Czasem pod koniec wojny km obserwatora zamieniany był na pojedynczy lub rzadziej podwójny Lewis 7,7 mm, na obrotnicy Scarffa. Samolot zabierał do 6 bomb małego wagomiaru na rzadko stosowanych zewnętrznych uprzężach po bokach kabiny (kalibru 130 mm o masie 12 kg lub kalibru 162 mm o masie 15 kg). Samolot mógł być wyposażony w aparaty fotograficzne lub radiostację.